# Tabidia obvia
Tabidia obvia is een vlinder van de familie van de grasmotten (Crambidae). De wetenschappelijke naam van deze soort is voor het eerst voorgesteld door Xi-Cui Du en Hou-Hun Li in een publicatie uit 2014.
De soort komt voor in China (Hubei).